# Лагоа-Нова
Лагоа-Нова (порт. Lagoa Nova) — муниципалитет в Бразилии, входит в штат Риу-Гранди-ду-Норти. Составная часть мезорегиона Центр штата Риу-Гранди-ду-Норти. Входит в экономико-статистический микрорегион Серра-ди-Сантана. Население составляет 13 095 человек на 2007 год. Занимает площадь 176 км². Плотность населения — 74,4 чел./км².
Праздник города — 2 января.

## История
Город основан в 1964 году.

## Статистика
- Валовой внутренний продукт на 2004 год составляет 26 452 000,00 реалов (данные: Бразильский институт географии и статистики).
- Валовой внутренний продукт на душу населения на 2004 год составляет 2081 реалов (данные: Бразильский институт географии и статистики).
- Индекс развития человеческого потенциала на 2000 год составляет 0,620 (данные: Программа развития ООН).